# Аур ерлајн
Аур ерлајн (енгл. Our Airline) је национална авио-компанија Републике Науру. Седиште јој је на Међународном аеродрому Науру. Наследник је компаније Ер Науру, а тренутно има два авиона.

## Историја
- 1970 — 14. септембра формиран је Ер Науру, који је користио један авион Дасолт Фалкон 20;
- 1971 — Ер Науру врши први комерцијални лет;
- 1976 — Флота се проширује са два Боинга;
- 1983 — Укупна флота се састоји од седам боинга, фирма постиже своје најбоље економске резултате;
- 1990 — Због економске кризе компанија је била приморана да прода 6 боинга, тако да је у флоти остао само један Боинг 737-400;
- 1992 — Компанија објављује стечај;
- 2006 — Набављен Боинг 737-300, захваљујући финансијском аранжману са Тајваном (Република Кина), који је потписан 4. септембра 2006. Тада настаје Аур ерлајн;
- 2009 — У марту набављен нови Боинг 737-300.

## Дестинације
Аустралија

 Бризбејн
 Соломонска Острва

 Хониара
 Науру

 Јарен

## Флота
У саставу флоте Аур ерлајна тренутно се налазе два авиона Боинг 737. Први авион је набављен кроз финансијски аранжман с Тајваном (Република Кина), 4. септембра 2006.